# Ажуда (Лісабон)
Ажуда (порт. Ajuda; МФА: [ɐ.ˈʒu.dɐ]) — парафія в Португалії, у муніципалітеті Лісабон. Розташована в західній частині країни, на теренах історичної португальської провінції Ештремадура. Входить до складу округу Лісабон. За адміністративним поділом, чинним до 1976 року, терени парафії були складовою провінції Ештремадура. Належить до Лісабонського патріархату Католицької церкви. Патрон — Діва Марія. Площа — 2,8558 км². Населення — 15584 ос. (2011). Сильно урбанізований регіон. Густота населення — 5456,96 осіб/км²
. Код — 110601.

## Географія

Райони Лісабона
Зони Лісабона
Ажуда

## Населення
| Кількість мешканців | Кількість мешканців | Кількість мешканців | Кількість мешканців | Кількість мешканців | Кількість мешканців | Кількість мешканців | Кількість мешканців | Кількість мешканців | Кількість мешканців | Кількість мешканців | Кількість мешканців | Кількість мешканців | Кількість мешканців | Кількість мешканців |
| ------------------- | ------------------- | ------------------- | ------------------- | ------------------- | ------------------- | ------------------- | ------------------- | ------------------- | ------------------- | ------------------- | ------------------- | ------------------- | ------------------- | ------------------- |
| 1864                | 1878                | 1890                | 1900                | 1911                | 1920                | 1930                | 1940                | 1950                | 1960                | 1970                | 1981                | 1991                | 2001                | 2011                |
| 6 949               | 7 280               | 9 964               | 10 762              | 14 207              | 17 644              | 26 404              | 28 340              | 34 420              | 24 541              | 24 068              | 27 664              | 22 404              | 17 958              | 15 584              |

## Пам'ятки
- Ажудський палац — королівський палац ХІХ століття.